# Telewizja Świnoujście
Telewizja Świnoujście (TVŚ) - telewizja lokalna w Świnoujściu, nadawana w sieci kablowej Vectra. Telewizja należy do Stowarzyszenia Polskie Telewizje Lokalne i Regionalne.

## Historia
Telewizja Świnoujście (TVŚ) to pierwsza lokalna telewizja w Świnoujściu. Jej premierowy program pojawił się 12 lutego 1995 roku o godzinie 17. Program został wstrzymany w 2005 roku, przerwa trwała do lata 2007 roku. Obecnie zespół redakcyjny to: Tomasz Sawicki wydawca i Leszek Wątkowski redaktor naczelny. Telewizja cieszy się dużym uznaniem wśród widzów. Program lokalny ukazuje się w poniedziałek, środę i piątek o godzinie 18 (nadawany w pętli co godzinę).

## Programy
Telewizja Świnoujście nadaje obecnie następujące programy:
- Publicystyczne
  - Temat Tygodnia - ukazuje się w każdą środę, rozmowa z gościem w studiu.
- Informacyjne
  - Informacje - program informacyjny, nadawany w poniedziałek, środę i piątek.
  - Media o... - program z udziałem dziennikarzy prasy, radia i telewizji, dyskusja połączona z informacją o bieżących wydarzeniach.
  - Z notatnika rzecznika - z programu mieszkańcy dowiedzą się o planowanych przedsięwzięciach przewodniczącego Rady Miasta jak i prezydenta Świnoujścia.
- inne:
  - MCootura - program realizowany przez młodzież ze Świnoujścia.
  - Nie tylko makarony - potrawy przyrządzane przez Włocha.
  - Z archiwum TV - program przedstawia archiwalne nagrania telewizji.
  - Tego nie zobaczysz w telewizji - ciekawe sytuacje, które nie pojawiają się na antenie.
  - Pod paragrafem - program prawniczy
  - Wakacyjne studio - pasmo programowe nadawane w lipcu i sierpniu

## Imprezy
Telewizja Świnoujście jest organizatorem imprezy "Fantazje Śledziowe".